# Santa Cruz (Paraíba)
Pour les articles homonymes, voir Santa Cruz.
Santa Cruz est une ville brésilienne du nord-ouest de l'État de la Paraíba.
Sa population était estimée à 6 480 habitants en 2007. La municipalité s'étend sur 210 km2.